# Річард Бертон (актор)
Рі́чард Бертон (англ. Richard Burton; 10 листопада 1925 — 5 серпня 1984) — відомий британський актор театру і кіно, виконавець ролей у костюмованих кінофільмах і театральних постановках.

## Життєпис
Справжнє ім'я Бертона — Річард-Волтер-Дженкінс. Народився у Понтардейві, Ніт-Порт-Толбот, Уельс, у родині шахтарів. Багато для нього зробив шкільний вчитель Філіп Бертон, зокрема допоміг позбавиться валлійського акценту. На його честь Дженкінс і взяв псевдо Бертон.
Вперше Річард Бертон зіграв у спектаклі «Відпочинок друїдів» (режисер Емлін Вільямс, 1943 рік). Але на деякий час він був вимушений припинити кар'єру актора й стати штурманом у військовій авіації.
Відразу після демобілізації у 1947 році Бертон укладає перший театральний контракт. Він грає у лондонському театрі та вже на початку 50-х років його визнали найкращим виконавцем драматичних ролей. Чудово зіграні ролі у театральних постановках «Камелот» та «Гамлет» (на початку 60-х років) зробили актора всесвітньовідомим.
Зніматися у кіно Річард Бертон почав одночасно з грою у театрі. Вперше він зіграв у 1948 році у фільмі «Останні дні Долвіна» (режисер Емлін Вільямс). З 1950 року Бертон починає успішно працювати у Голлівуді. Першим американським фільмом Бертона була стрічка «Моя кузина Рейчел» у 1952 році. За роль у цьому кінофільмі його було номіновано на «Оскар». Всього ж за свою акторську кар'єру Річард Бертон був 6 разів номінантом премії «Оскар», але жодного разу не був переможцем. У 50–60-х роках Річард Бертон активно знімається в кіно. Найбільшу популярність принесла йому роль Антонія у фільмі «Клеопатра». На зйомках він познайомився з відомою американською акторкою Елізабет Тейлор, а у 1964 році вони побралися. У шлюбі вони прожили 10 років. У 70–80-х роках Бертон продовжує активно зніматися у кіно, але вже жодна його роль не була тріумфальною.
5 серпня 1984 року Річард Бертон помер від крововиливу в мозок у своєму будинку неподалік Женеви (Швейцарія).

## Нагороди
- Кавалер Ордена Британської Імперії
- Золотий глобус (1952, 1977)
- BAFTA (1966)

## Фільмографія
- Останні дні Долвіна (1948)
- Моя кузина Рейчел (1952) — Філіп Ешлі
- 1956 : «Александр Великий» / (Alexander the Great) — Александр Македонський
- 1959 : «Обернись у гніві» / (Look Back in Anger) — Джиммі Портер
- 1963 : «Клеопатра» / (Cleopatra) — Марк Антоній
- «Найдовший день» (1962) — лейтенант Девід Кемпбелл
- Гамлет (1964) — Гамлет
- 1964 «Бекет» / (Becket) — Томас Бекет
- 1965 — «Шпигун, що прийшов із холоду» (The Spy Who Came In from the Cold) — Алекс Лімас
- 1966 «Хто боїться Вірджинії Вульф?» / (Who's Afraid of Virginia Woolf?) — Джордж
- Доктор Фаустус (1967)
- Приборкання норовливої (1967)
- 1968 : «Бум!» / (Boom!) — Крістофер Фландерс
- Куди залітають тільки орли (1968) — майор Сміт
- Анна на тисячу днів (1969) — Генріх VIII (король Англії)
- Вбивство Троцького (1972) — Лев Троцький
- Сутьєска (1973) — Йосип Броз Тіто
- 1974 : «Подорож» (Il Viaggio) — Чезаре Браджі
- Еквус (1977) — Мартін Дайсарт
- Відпущення гріхів (1978) — священик Годдар
- 1978 : «Дотик медузи» / (The Medusa Touch) — Джон Морлар
- Дикі гуси (1978) — полковник Аллен Фолкнер
- 1979 : «Трістан та Ізольда» (1979)
- Коло двох (1980)
- Аліса у країні чудес (1984)
- 1984 : (за Джорджем Орвелом) (1984)